# Chuniophoenix
Chuniophoenix je nevelký rod palem, zahrnující 3 nebo 4 druhy. Je rozšířen pouze ve Vietnamu a jihočínském ostrově Chaj-nan. Jsou to nevelké, beztrnné, trsnatě rostoucí palmy s dlanitými listy a oboupohlavnými květy. Plody jsou drobné peckovice. V tropech a subtropech jsou tyto palmy pěstovány jako okrasné rostliny.

## Popis
Zástupci rodu Chuniophoenix jsou trsnatě rostoucí palmy s krátkými až středně dlouhými kmeny, dorůstající výšky do 8 metrů. Listy jsou krátce dlanitozpeřené, induplikátní. Řapíky jsou dlouhé a úzké, s hladkým okrajem a na líci s hlubokým žlábkem. Čepele listů jsou nepravidelně členěné až téměř k bázi na několik až mnoho vícekrát skládaných segmentů o různé šířce. Listy jsou na rubu i na líci zelené.
Hastula chybí. Listové pochvy jsou naproti řapíku otevřené.
Květenství jsou klasovitá nebo větvená až do 3. řádu a vyrůstají mezi bázemi listů. Květy jsou oboupohlavné, v rámci květenství jednotlivé nebo v malých skupinách. Kalich je mělce trojlaločný, koruna je hluboce trojlaločná. Tyčinek je 6. Plody jsou drobné, červené, oranžové nebo purpurové, kulovité, obvejcovité až hruškovité, jednosemenné, s dužnatým mezokarpem a tenkým endokarpem.

## Rozšíření
Rod Chuniophoenix zahrnuje 3 nebo 4 druhy a je rozšířen ve východní Asii. Ch. hainanensis je endemit jihočínského ostrova Chaj-nan, kde roste v pohoří Diao Luo Shan v tropickém deštném lese v nadmořských výškách okolo 600 metrů. Ch. nana roste v severním Vietnamu a na ostrově Chaj-nan. Roste v podrostu nížinného tropického deštného lesa. Populace z Chaj-nanu je některými autory oddělována do samostatného druhu Ch. hainanensis.
V roce 2015 byl z provincie Khánh Hòa v jižním Vietnamu popsán zcela nový druh Ch. suoitienensis.

## Taxonomie
Rod Chuniophoenix je v rámci taxonomie palem řazen do podčeledi Coryphoideae a tribu Chuniophoeniciae. Nejblíže příbuznými skupinami jsou monotypické rody Kerriodoxa, Nannorrhops a Tahina.

## Význam
Zástupci rodu jsou v tropech a subtropech pěstováni jako okrasné palmy nápadné zejména trsnatým vzrůstem, atraktivním olistěním a barevnými plody. Do kultury teprve přicházejí.